# Дом молодёжи (Ереван)
Дом молодёжи (арм. Երիտասարդական պալատ) — ныне несуществующая гостиница и многоэтажный архитектурный комплекс в городе Ереван.

## История
По случаю 50-летия образования СССР советскими властями было принято решение о строительстве дворцов молодежи в столицах всех республик. Ереванский дворец планировалось построить на высоком месте, видном со всех сторон. Была выбрана высота Канакер, в конце улицы Абовяна. Средства на строительство были выделены из Москвы. Цель строительства дворца заключалась в том, чтобы молодежь из разных республик могла там встречаться, общаться, устраивать симпозиумы, фестивали, заниматься спортом и останавливаться в действующей гостинице. В середине 1970-х Степан Погосян, глава Коммеритсоюза Армении, предложил для работы над проектом архитекторов Грачья Погосяна, Артура Тарханяна и Спартака Хачикяна. В 1979 году состоялась церемония открытия Дворца молодежи.
Удостоено премии ЦК ВЛКСМ в области архитектуры в 1981 году. 
В 2006 году здание было снесено, как заявил главный инженер Еревана Самвел Даниелян, причиной тому стало плачевное техническое состояние сооружения, в связи с которым оно не могло выполнять функции современной гостиницы.
К 2010 году на месте Дома молодёжи планировалось построить 225-местный отель, строительством занимается компания IHG. Предварительная расчётная стоимость проекта составляет 50-70 млн долларов.

## Описание
В состав комплекса входила система террас и 14-этажная гостиница на 500 мест, киноконцертный зал на 1200 мест, на последнем этаже располагалось кафе с вращающимся полом на 100 мест. На первой террасе находился крытый бассейн, административные помещения, творческие мастерские, лаборатории фото- и кинолюбителей. На второй террасе размещались зал бракосочетаний, банкетные залы, дискотека, ресторан, кафе. На третьей террасе — вестибюль гостиницы и бюро по обслуживанию туристов. Сложная форма балконов придавало зданию сходство с початком кукурузы и при этом создавала эффект большей изолированности для каждого отдельного номера.
Основу здания составляли сборные железобетонные конструкции. Нижний уровень комплекса был обшит темным природным базальтом, подчеркивающим связь с природным окружением. Высокий объём гостиницы был выполнен в светлом бетоне. Гостиница представляла собой 14-этажный цилиндр диаметром 10 метров. В интерьерах использованы мрамор, фельзитовый туф, разноцветные природные камни. 

## Интересные факты
Здание, из-за формы, напоминающей кукурузу, получило в народе название «обгрызанная кукуруза» (арм. կրծած կուկուրուզ) или «кукурузник» (арм. կուկուրուզնիկ).

## Галерея

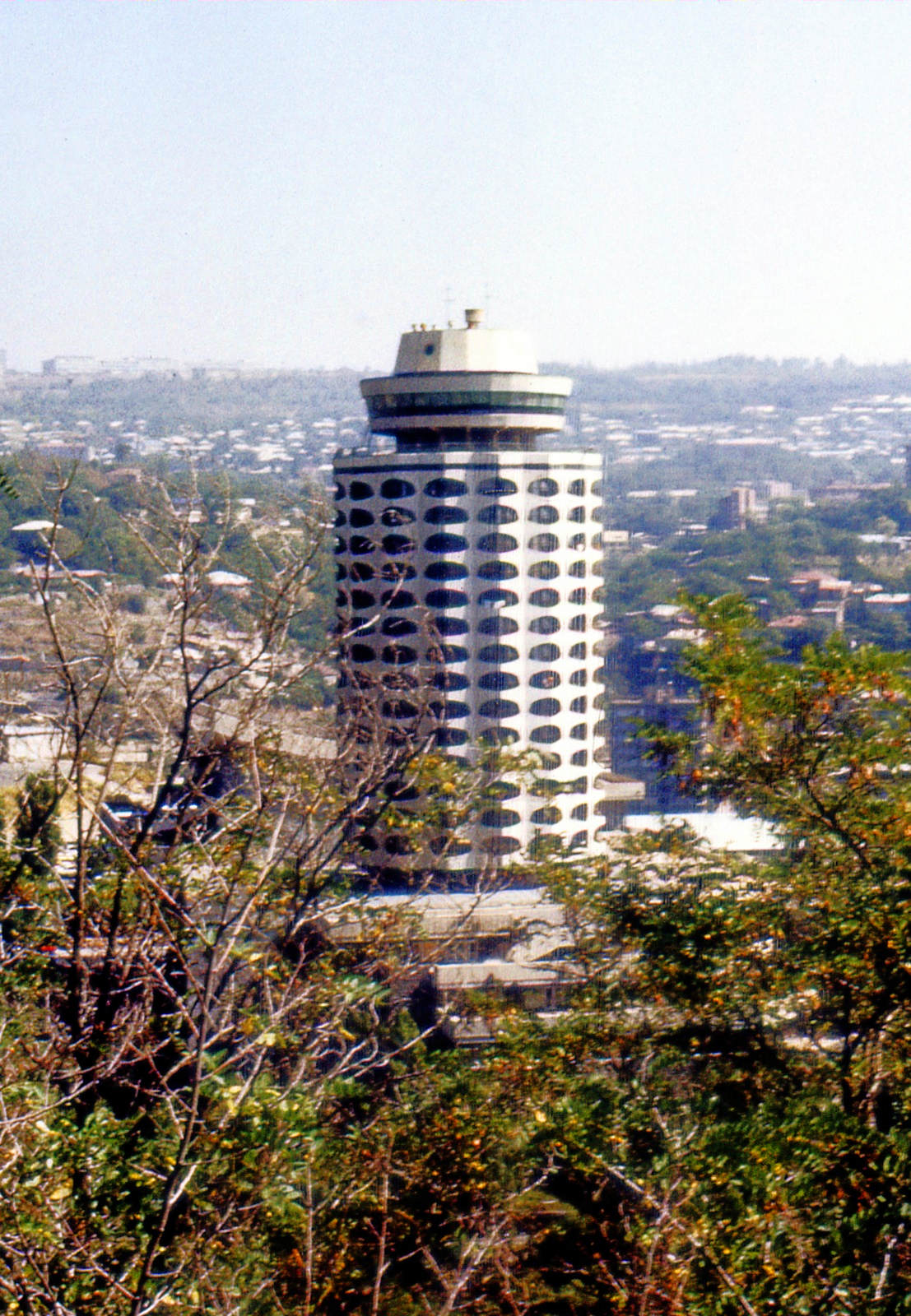
Дворец молодежи в 1974 году
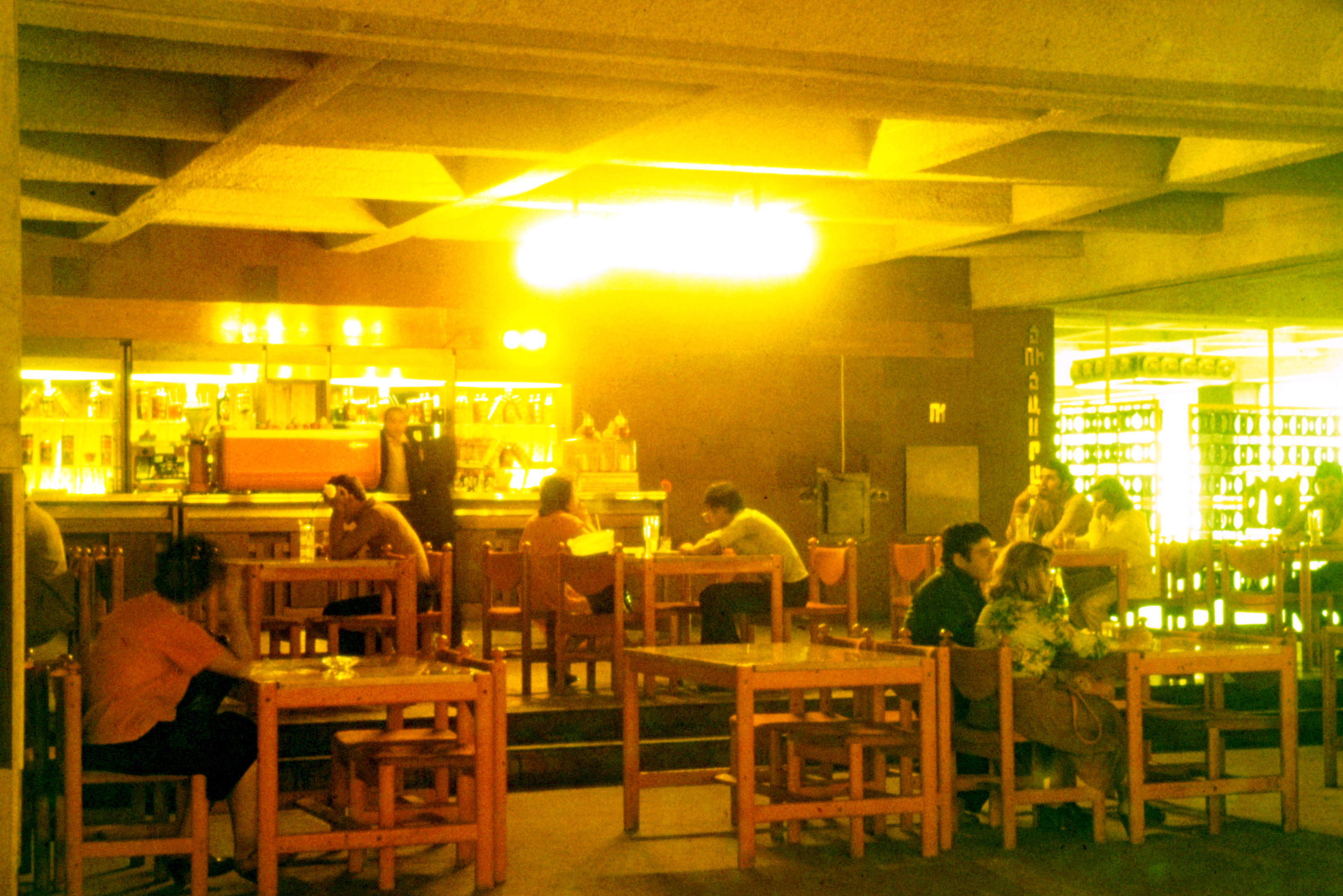
Бар Дворца молодежи
Скульптура в Дворце молодежи